# Johann Schmidradner
Johann „Hans“ Schmidradner (* 26. Februar 1945) ist ein ehemaliger österreichischer Fußball-Nationalspieler.

## Karriere
Der Verteidiger Hans Schmidradner gab bereits 1963/64 im Dress der Wiener Austria sein Debüt in der A-Liga, wurde aber in den folgenden beiden Jahren nur noch in Freundschaftsspielen eingesetzt. So entschloss er sich zu einem Wechsel zum kleineren Erstligisten Vienna, wo er zwar als Stammspieler Fuß fassen konnte, 1967/68 aber den Abstieg aus der Liga hinnehmen musste. Hans Schmidradner wechselte zum Wiener Sport-Club, wo er gleich 1968/69 Vizemeister wurde und auch das ÖFB-Cupfinale erreichte, welches allerdings mit 2:1 an Rapid ging. Dank der guten Leistungen bei den Dornbachern gab er am 21. September 1969 sein Länderspieldebüt unter Leopold Šťastný für die österreichische Nationalmannschaft beim 1:1 gegen Deutschland und war bald auch erste Wahl im Team.
1971 entschloss sich Hans Schmidradner zum deutschen Zweitligisten Kickers Offenbach zu gehen, bereits ein Jahr später spielte er mit dem Verein in der deutschen Bundesliga. Bis 1976 blieb er – wie auch Nationalteamkollege Josef Hickersberger – mit dem Klub in der Liga und verpasste in dieser Zeit nur knapp sich als Deutschland-Legionär mit der Nationalmannschaft für die Weltmeisterschaft 1974 in Deutschland zu qualifizieren. Nachdem er die Qualifikation mit Österreich punkt- und torgleich mit Schweden abgeschlossen hatte, unterlag das Team in einem Entscheidungsspiel in Gelsenkirchen knapp 1:2. Nach einem Jahr in der 2. Bundesliga beim FV Würzburg 04 kehrte der Verteidiger zu seinem Karriereabschluss 1977 wieder nach Österreich zurück, wo er in der 1. Division für den Linzer ASK antrat, dort aber in die Zweite Division abstieg.

## Erfolge
- 3 × Österreichischer Vizemeister: 1964, 1969, 1970
- 1 × Österreichischer Cupfinalist: 1969

- 28 Spiele und 1 Tor für die österreichische Fußballnationalmannschaft von 1969 bis 1974

| Personendaten    | Personendaten                   |
| ---------------- | ------------------------------- |
| NAME             | Schmidradner, Johann            |
| ALTERNATIVNAMEN  | Schmidradner, Hans              |
| KURZBESCHREIBUNG | österreichischer Fußballspieler |
| GEBURTSDATUM     | 26. Februar 1945                |